# 荏田猿田公園
荏田猿田公園（えださるたこうえん）は、神奈川県横浜市青葉区荏田西二丁目に所在する公園。
かつて付近に長者原遺跡があり、公園内に説明板が設置されている。

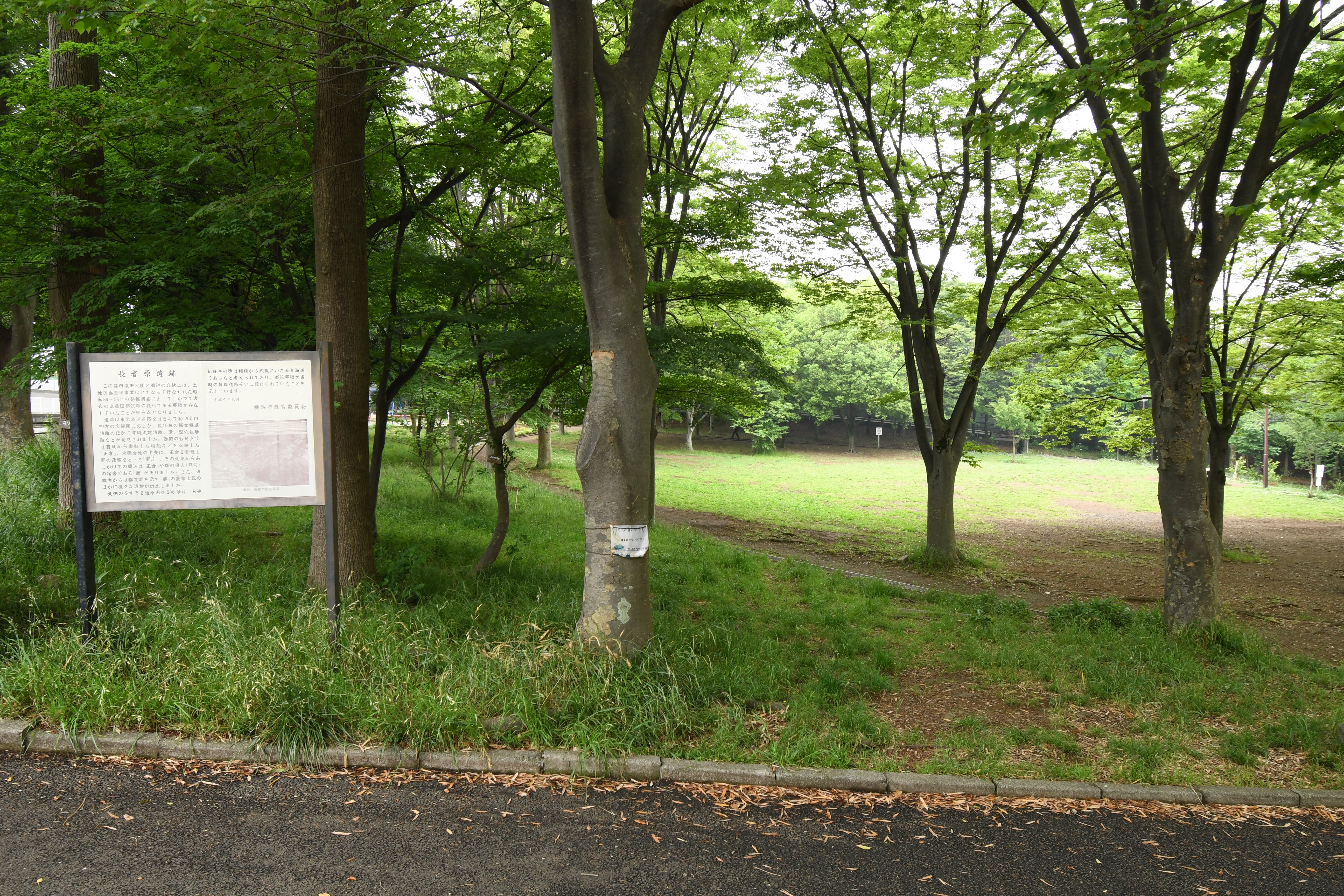
長者原遺跡説明板

## 概要
- 所在地 - 荏田西二丁目8-1
- 面積 - 8,817m2
- 開園日 - 平成9年3月31日
- 種別 - 街区公園
- 愛護会あり
- 主な設備 - 水飲み、ベンチ、トイレ
- 主な遊具 - 砂場、すべり台、ブランコ、鉄棒